# カルヴィザーノ
カルヴィザーノ（伊: Calvisano）は、イタリア共和国ロンバルディア州ブレシア県にある、人口約8,400人の基礎自治体（コムーネ）。

## 地理

### 位置・広がり

#### 隣接コムーネ
隣接するコムーネは以下の通り。
- アックアフレッダ
- カルペネードロ
- ゲーディ
- イゾレッラ
- モンティキアーリ
- ヴィザーノ

### 地震分類
イタリアの地震リスク階級 (it) では、3 に分類される
。

## 行政

### 分離集落
カルヴィザーノには、以下の分離集落（フラツィオーネ）がある。
- Malpaga, Mezzane, Viadana

## スポーツ
- ラグビークラブ、カルヴィザーノの本拠地である。